# Si-Likeng
Si-Likeng est un village de la région du Centre du Cameroun, situé dans la commune de Bot-Makak. 

## Population et développement
La population de Si-Likeng était de 157 habitants dont 80 hommes et 77 femmes, lors du recensement de 2005